# Altza (Saint-Sébastien)
 (décembre 2009).
Si vous disposez d'ouvrages ou d'articles de référence ou si vous connaissez des sites web de qualité traitant du thème abordé ici, merci de compléter l'article en donnant les références utiles à sa vérifiabilité et en les liant à la section « Notes et références ».

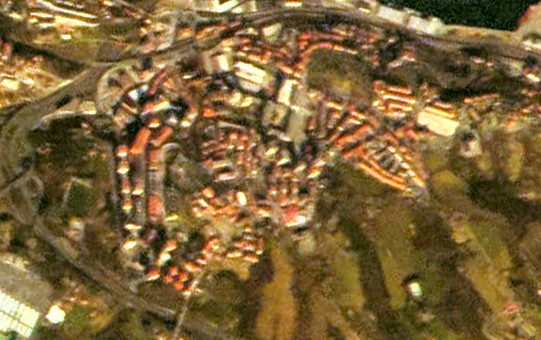
photo satellite prise le 18/02/2017

Altza, en basque et officiellement, ou Alza en espagnol, est une ancienne commune et actuellement un quartier de Saint-Sébastien situé dans la partie est de la ville attenante avec la commune de Pasaia.
Bien qu'il ait historiquement été plus ou moins lié à la Ville de Saint-Sébastien, parfois comme simple quartier ou comme district, il y a eu des moments dans son histoire où il a été une commune totalement indépendante, d'abord brièvement entre 1821 et 1823 et plus tard, entre 1879 et 1940.
Historiquement, Altza était un organisme éminemment rural. Son noyau urbain se situait dans une colline qui dominait la Baie de Pasaia, disposant d'un quartier portuaire (la Herrera) et de nombreuses fermes réparties sur son territoire municipal. Celui-ci limitait avec Pasaia dans le quartier de Buenavista et avec Saint-Sébastien dans la haute Miracruz et Martutene.

## Quartier d'Altza
Après l'annexion, de fortes vagues d'immigration ont énormément changé la physionomie et la sociologie d'Altza dans les années 1960 et 1970, car elle a été la principale zone d'expansion de la ville de Saint-Sébastien. Les nouveaux quartiers, comme Bidebieta ou Intxaurrondo sont nés en territoire qui avait appartenu à la commune d'Altza, bien qu'elles soient généralement considérées comme des quartiers distincts. Si on comptabilisait l'ancien territoire municipal, Alza posséderait actuellement une population de plus de 52 000 habitants[réf. nécessaire].
Altza reçoit actuellement le nom uniquement de la partie de l'ancien territoire municipal plus proche de son noyau urbain, car ni Intxaurrondo, ni Bidebieta, ni Martutene, ne sont considérés comme une partie de celui-ci. Ainsi, l'Altza moderne est composé des quartiers Altza gaina, Auditz-Akular, Buenabista, Eskalantegi, Harria, Herrera, Larratxo, Molinao et Oleta. Le quartier d'Alza compte actuellement quelque 21 500 habitants et une densité de population de 4 175 hab. /km2, ce qui fait de lui l'un des plus peuplés de la ville de Saint-Sébastien. Dans les plans d'expansion de la ville, il est prévu de construire un nouveau quartier, Auditz Akular, dans les alentours d'Alza.

## Rues du quartier
- Alcalde Jose Elosegi, Avenue du / Jose Elosegi Alkatearen Hiribidea
- Altza, Allée de / Altza Pasealekua
- Arriberri, Grupo / Arriberri Auzunea
- Arrizar, Grupo / Arrizar Auzunea
- Artxipi, Chemin de / Artxipi Bidea
- Bateleras, Place des / Batelarien Plaza
- Berra, Chemin de / Berra Bidea
- Berra Behea, Rue de / Berra Behea Kalea
- Berratxo, Chemin de / Berratxo Bidea
- Bertsolari Txirrita, Allée du / Txirrita Bertsolariaren Pasealekua
- Buenavista, Avenue de / Buenavista Hiribidea
- Casa Nao, Rue de / Nao Etxea Kalea
- Casares, Allée de / Kasares Pasealekua
- Darieta, Chemin de / Darieta Bidea
- Ederrena, Rue de / Ederrena Kalea
- Elizasu, Rue de / Elizasu Kalea
- Ermita, Chemin de la / Ermita Bidea
- Eskalantegi, Rue de / Eskalantegi Kalea
- Eskalantegi, Parc de / Eskalantegi Parkea
- Estibaus, Parc de / Estibaus Parkea
- Félix Iranzo, Allée de / Felix Iranzo Pasealekua
- Garbera, Chemin de / Garbera Bidea
- Garbera, Traversée de / Garbera Zeharbidea
- Harria, Parc de / Harria Parkea
- Harrobieta, Place de / Harrobietako Plaza
- Herrera, Allée de / Herrerako Pasealekua
- Jolastokieta, Rue de / Jolastokieta Kalea
- Larratxo, Allée de / Larratxo Pasealekua
- Larraundi, Rue de / Larraundi Kalea
- Larrerdi, Place de / Larrerdi Plaza
- Lauaizeta, Rue de / Lauaizeta Kalea
- Lau Haizeta, Parc de / Lauaizeta Parkea
- Leosiñeta, Rue de / Leosiñeta Kalea
- Lorete, Chemin de / Lorete Bidea
- Marrus, Chemin de / Marrus Bidea
- Molinao, Chemin de / Molinaoko Bidea
- Oleta, Chaussée de / Oleta Galtzara
- Peruene, Rue de / Peruene Kalea
- Puerto de Pasaia, Traversée du / Pasaiako Portuko Zeharbidea
- Putzueta, Chemin de / Putzueta Bidea
- Román Irigoyen, Place de / Roman Irigoien Plaza
- Roteta, Rue de / Erroteta Kalea
- Roteta Azpikoa, Rue de / Erroteta Azpiko Kalea
- Roteta Beheko, Rue de / Erroteta Beheko Kalea
- Roteta Goikoa, Rue de / Erroteta Goiko Kalea
- San Antonio, Rue de / San Antonio Kalea
- San Ignacio, Chaussée de / San Inazio Galtzara
- San Luis Gonzaga, Place de / San Luis Gonzaga Plaza
- San Marcial, Place de / San Martzial Plaza
- San Marcos, Chemin de / San Markosko Bidea
- Santa Bárbara, Rue / Santa Barbara Kalea
- Sasuategi, Chemin de / Sasuategi Bidea
- Txapinene, Rue / Txapinene Kalea
- Txingurri, Allée / Txingurri Pasealekua
- Txurdiñene, Chemin de / Txurdiñene Bidea
- Ubegi, Traversée de / Ubegi Zeharbidea
- Zilargiñene, Chemin de / Zilargiñene Bidea

## Personnalités liées au quartier
- Juan Mari Arzak, fameux cuisinier.
- Joan Mari Irigoien, écrivain[1].
- Juantxo Koka, pelotari.
- Txirrita, bertsolari.